# 雛祭桃子
雛祭桃子是日本女性插畫家。主要擔當男性向成人遊戲（美少女遊戲）的原畫、人物設計等。大阪府出身。同人社團萌雛化學（萌雛化学）的主持者。

## 作品列表

### 成人遊戲原畫
同人作品
- 《麗斯輪姦記》（リース輪姦記） - Script Origin，2006年12月31日發售，《聖劍傳說3》的同人遊戲
- 《阿伊努巫女調教 ～汚染的大自然～》（アイヌ巫女調教 ～汚された大自然～） - Blue Devil，2007年8月17日發售，《侍魂》的同人遊戲

商業作品
-  - C:drive.，2008年6月27日發售
- 《巫女子》（みここ） - 香櫞軟件（しとろんソフト），2009年2月27日發售
- 《妹Smile》（妹スマイル） - 香櫞軟件，2009年11月27日發售
-  - 南瓜軟件（ぱんぷきんソフト），2010年6月25日發售
-  - 香櫞軟件，2011年3月31日發售
-  - Arianrhod，2011年11月25日發售
- 《妹螺旋》（妹スパイラル）》 -、2013年9月27日發售
- 《超催眠術學園》（超催眠術学園） - C:drive.、2014年5月30日發售
-  - onomatope*raspberry、2016年4月28日發售
-  - onomatope*raspberry、2017年1月27日發售
-  - onomatope*raspberry、2017年11月24日發售
-  - onomatope*raspberry、2018年9月28日發售
-  - panache、2021年5月28日發售
-  - onomatope*raspberry、2022年3月25日發售

### 輕小說插畫
-  - 著者：川口士，富士見Fantasia文庫

## 外部連結
- 萌雛化學 （页面存档备份，存于） （日語）